# 謝楠
謝楠（英語：Lola Xie，1983年11月6日—），中國女主持人及歌手。

## 生平
於2005年「貓人超級魅力主持秀」冠軍脫穎而出，現任光線傳媒旗下主打節目《娛樂現場》、《最佳現場》、《影視風雲榜》當家主持。2011年11月24日,謝楠發行首張個人ep《最好的我們》。2014年，吳京發佈新年微博公佈婚訊，表示已經與謝楠結婚。
謝楠是新一代青春與獨立的藝人像徵，知性婉約的播報風格，讓她穩坐光線娛樂女主播的寶座。不僅善於駕馭娛樂節目，她還曾主持家庭溝通類節目《父母大人》，親和思辨的主持更彰顯她深厚功底和強大的情商儲備。謝楠擅長主持生活情感類的訪談節目和娛樂資訊節目，能較好融合自身條件與節目本身的和諧，在主持中自由舒展個性魅力。現場主持部分非常考驗功力，謝楠有豐富的大型晚會和戶外活動的主持經驗，靈活的現場把控能力，不失機智幽默的主持風格，穩妥跟進全場並製造高潮，專業素養在年輕主持界實屬難得，其典雅的形象、親和的主持和沈穩的操控能力為活動增添成功砝碼。
現為光線傳媒旗下主打節目《娛樂現場》、《最佳現場》、《影視風雲榜》當家主持，更是黑龍江衛視《快活武林》、深圳衛視《大牌生日會》、遼寧衛視《誰是主角》等節目女主持。

## 作品

### 個人專輯
- 最好的我們（EP）（2010）

### 主持節目
- 光線傳媒《娛樂現場》、《最佳現場》、《影視風雲榜》
- 黑龍江衛視《快活武林》
- 深圳衛視《大牌生日會》
- 遼寧衛視《誰是主角》
- 我是傳奇
- 愛奇藝《我要這樣生活》
- 愛奇藝《我的小尾巴2》

### 电视剧/网络剧
| 首播年份 | 剧名           | 角色   | 备注         |
| 2012年   | 杜拉拉升职记   | 杜拉拉 | 网络剧       |
| 2014年   | 奶爸的爱情生活 | 陶燕   |              |
| 2017年   | 复合大师       | 缇娜   | 客串         |
| 2020年   | 郝仁的美好生活 | 添艺   |              |
| 2024年   | 万春逗笑社     | 琳琳   | 网络剧，客串 |

### 电影
| 上映年份 | 电影名         | 角色       | 备注                 |
| 2010     | 最強囍事       | 陳奇侠秘書 | 特別演出             |
| 2010     | 画壁           | 翠竹       |                      |
| 2012     | 伤心童话       | 岳玲       |                      |
| 2012     | 人再囧途之泰囧 | 徐朗的秘書 | 特別演出             |
| 2014     | 分手大师       | 谢楠       |                      |
| 2016     | 大话西游3      | 铁扇公主   |                      |
| 2018     | 祖宗十九代     |            |                      |
| 2018     | 幕后玩家       | 电视主持人 |                      |
| 2025     | 这位壮士       | 玖仟       | 2016年拍攝，網絡播出 |

### 電影配音
- 《阿童木（Astro Boyr）》聲演 歌娜（2009）

## 個人獎項
- 2005年:《貓人超級魅力主持秀》冠軍
- 2010年: 《2010第三屆音樂風雲榜新人盛典》 新浪微博-媒體推薦大獎

## 外部連結
- 謝楠的新浪微博